# Ян ван Кессель Старший
Ян ван Кессель Старший  (нід. Jan van Kessel de Oude; 5 квітня 1626, Антверпен — 17 квітня 1679, Антверпен) — південнонідерландський художник доби бароко, майстер натюрмортів. Створював пейзажі, міфологічні і алегоричні картини, повні натюрмортних додатків.

## Життєпис
Народився у місті Антверпен. Батько, Ієронімус ван Кессель старший, узяв шлюб із Пасказією Брейгель, що була донькою художника Яна Брейгеля старшого. Тобто, він був онуком діда-художника з роду Брейгелів.
Хлопчика рано привчали до малювання. Його першим вчителем був Симон де Вос. Навчався також у свого старшого брата Ієронімуса ван Кесселя молодшого та у свого дядька Яна Брейгеля молодшого.
У віці 18 років він був прийнятий у Гільдію св. Луки.
На художню манеру Яна ван Кесселя вплинули твори нідерландських маньєристів XVI століття з їх демонстрацією власної майстерності і безліччю дрібних деталей в картинах. Він наче побоювався незаповнених шматків на полотні і старанно додавав нові і численні фрукти, морські мушлі чи овочі. Беручись за створення пейзажа або алегоричної чи міфологічної картини, він відразу намічав якісь натюрмортні додавання. В його картинах був присутній пафос переліків всього розмаїття дарів природи без якоїсь логіки, пафос декоративності. Чимало декоративності мали і натюрморти роботи Франса Снейдерса — при більшій виваженості композицій і відборі речей для них. Ян ван Кессель знав твори Франса Снейдерса і знахідки останнього використовував у власних натюрмортах, хоча робив це не надто вдало.
На художника звернули увагу нідерландські історіографи. Сторінки про нього створили Арнольд Гаубракен та Корнеліс де Бі (1627—1715), автор видання з довгою і пишною назвою в стилі бароко («Золотий кабінет шляхетного і вільного мистецтва живопису», вперше надрукованого 1662 року).
Його син Ян також був художником.

## Перелік вибраних творів

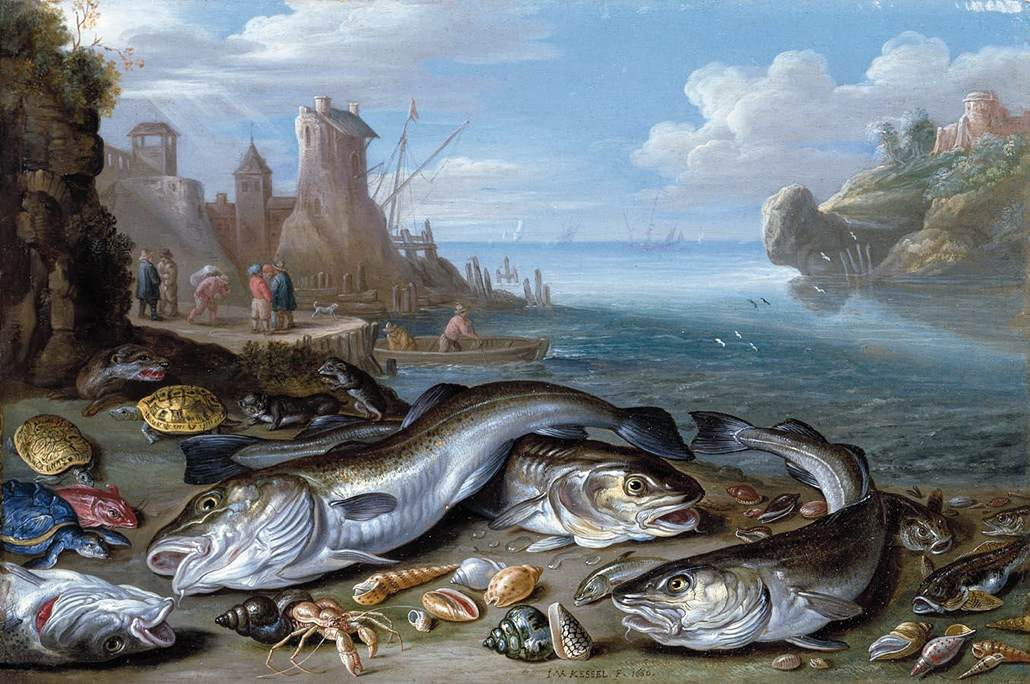
" Морська затока з рибами на березі ", 1660 р.

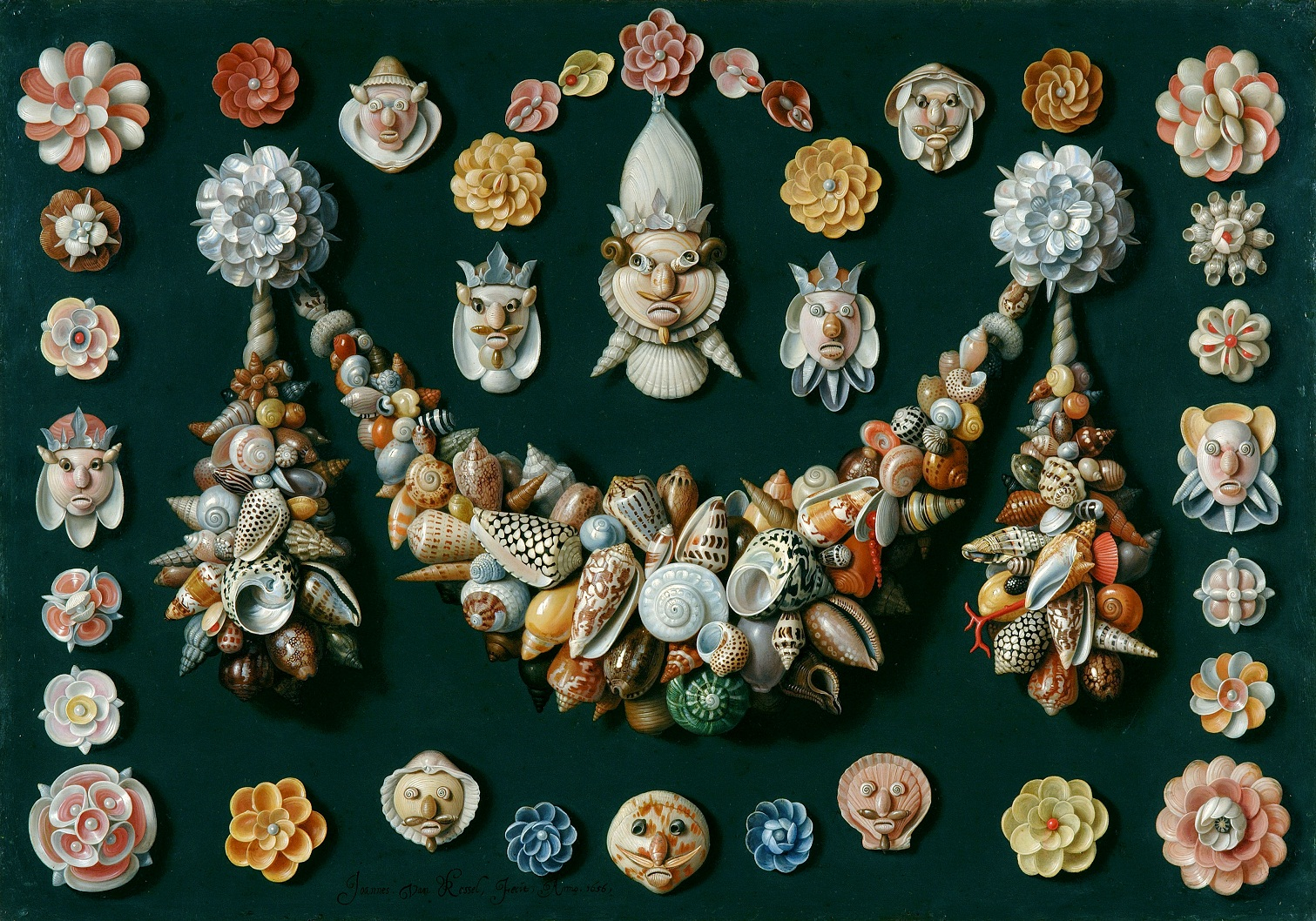
Ян ван Кессель старший. " Зразок барокового орнамента, створений з мушлей.

- «Алегорія церкви в оточенні ванітас-речей»
- «Квітковий натюрморт», різні варіанти
- «Кухня (комора з їжею і собака)»
- «Ваза з виногадом і овочі»
- «Кошик з устрицями, виноград і лангуст»
- «Квіти і ягоди»
- «Кошик з виноградом, інжир і диня»
- «Кошик з виноградом»
- «Троянди, півники і тюльпани в скляній вазі»
- «Ванітас або Марнота марнот (натюрморт з черепом)»
- «Пейзаж з річкою і вигаданим портом»
- «Морська затока з рибами на березі»
- «Венера в кузні Вулкана»
- «Св. Антоній у пейзажі з тваринами»

## Галерея вибраних творів

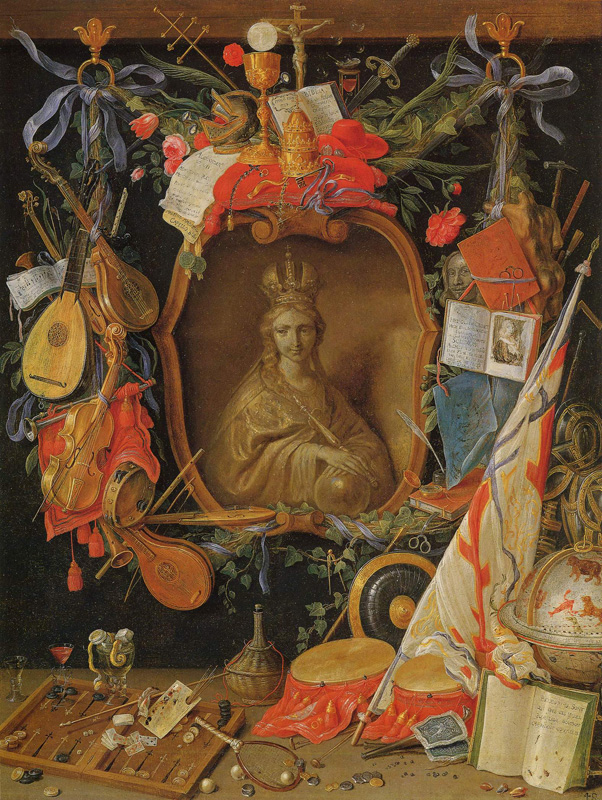
Ян ван Кессель старший. «Алегорія церкви в оточенні ванітас-речей»

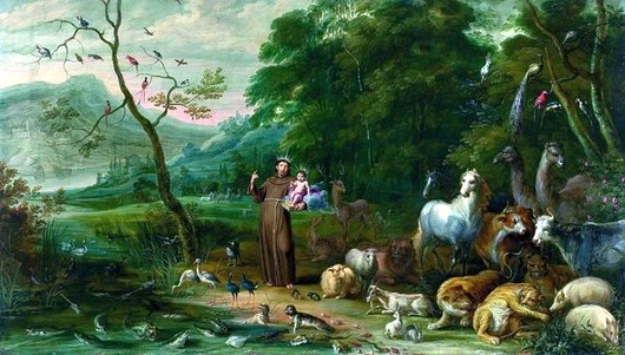
«Св. Антоній у пейзажі з тваринами»
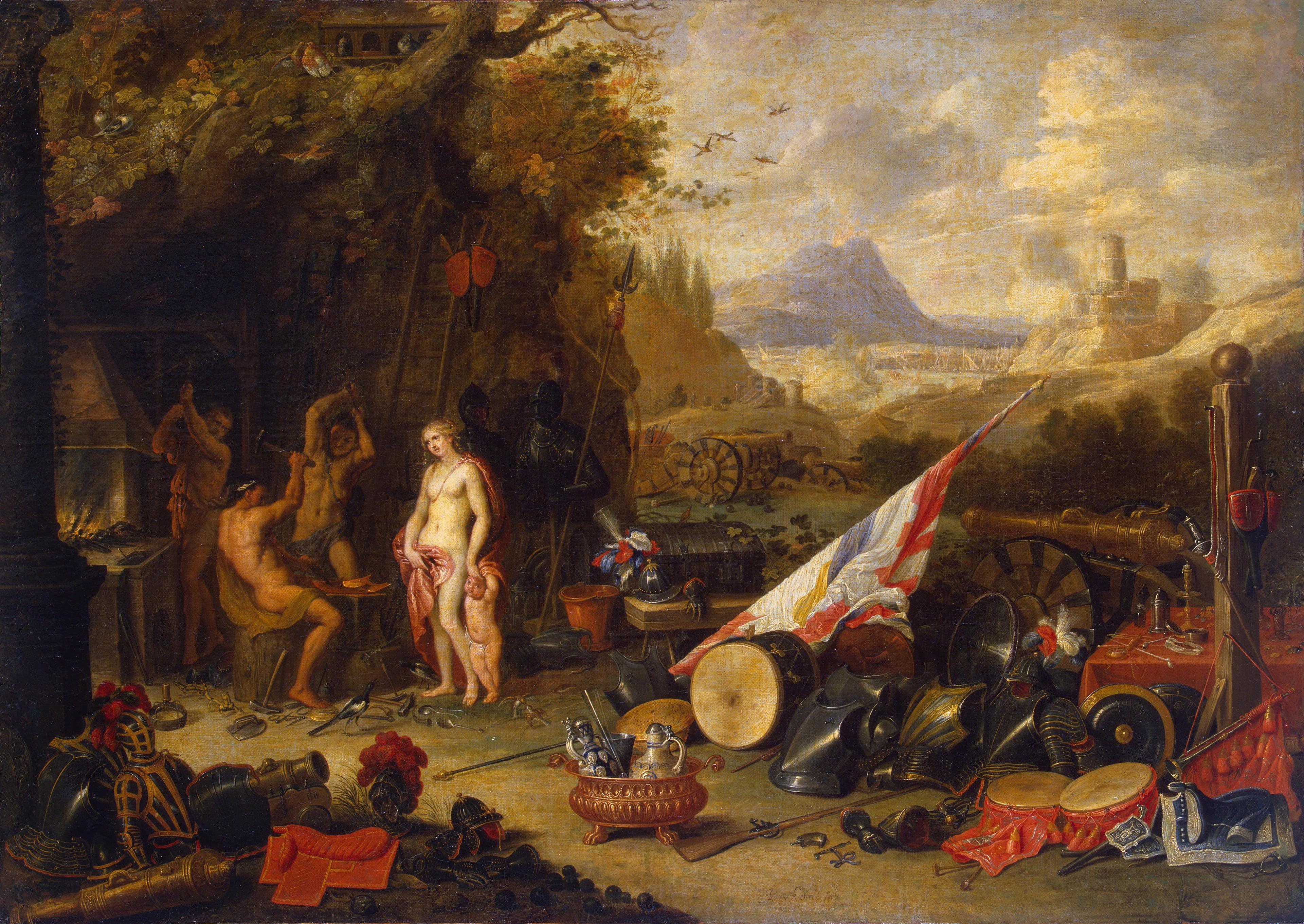
«Венера в кузні Вулкана»
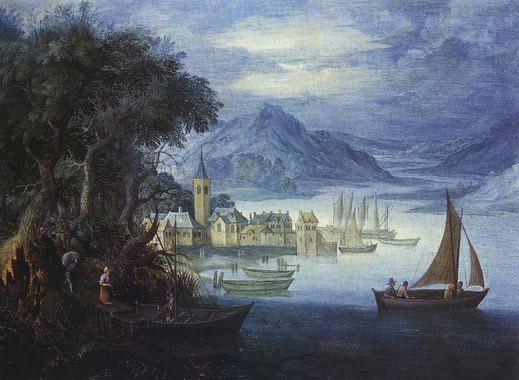
«Пейзпаж з річкою і вигаданим портом»
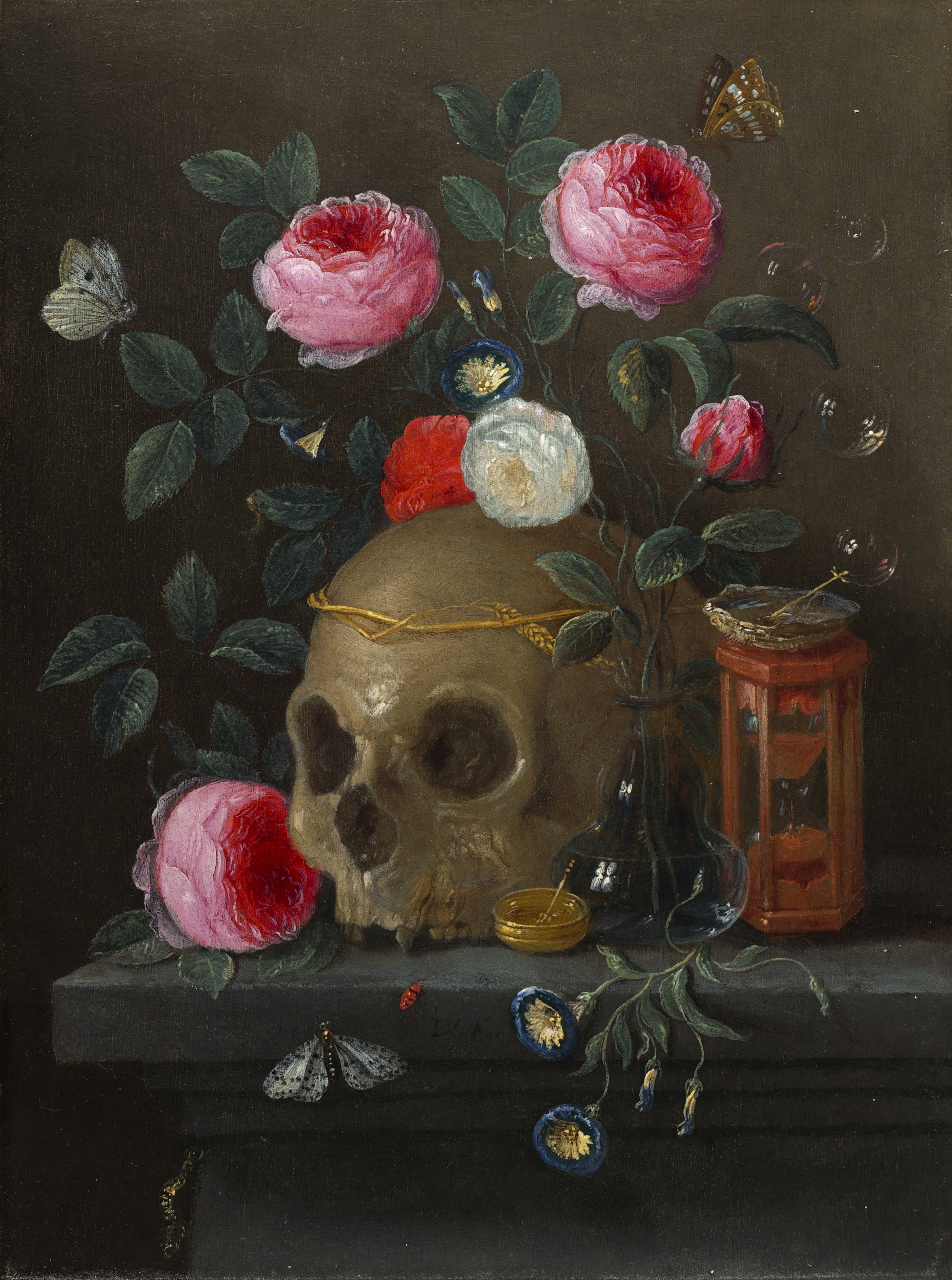
«Ванітас або Марнота марнот»
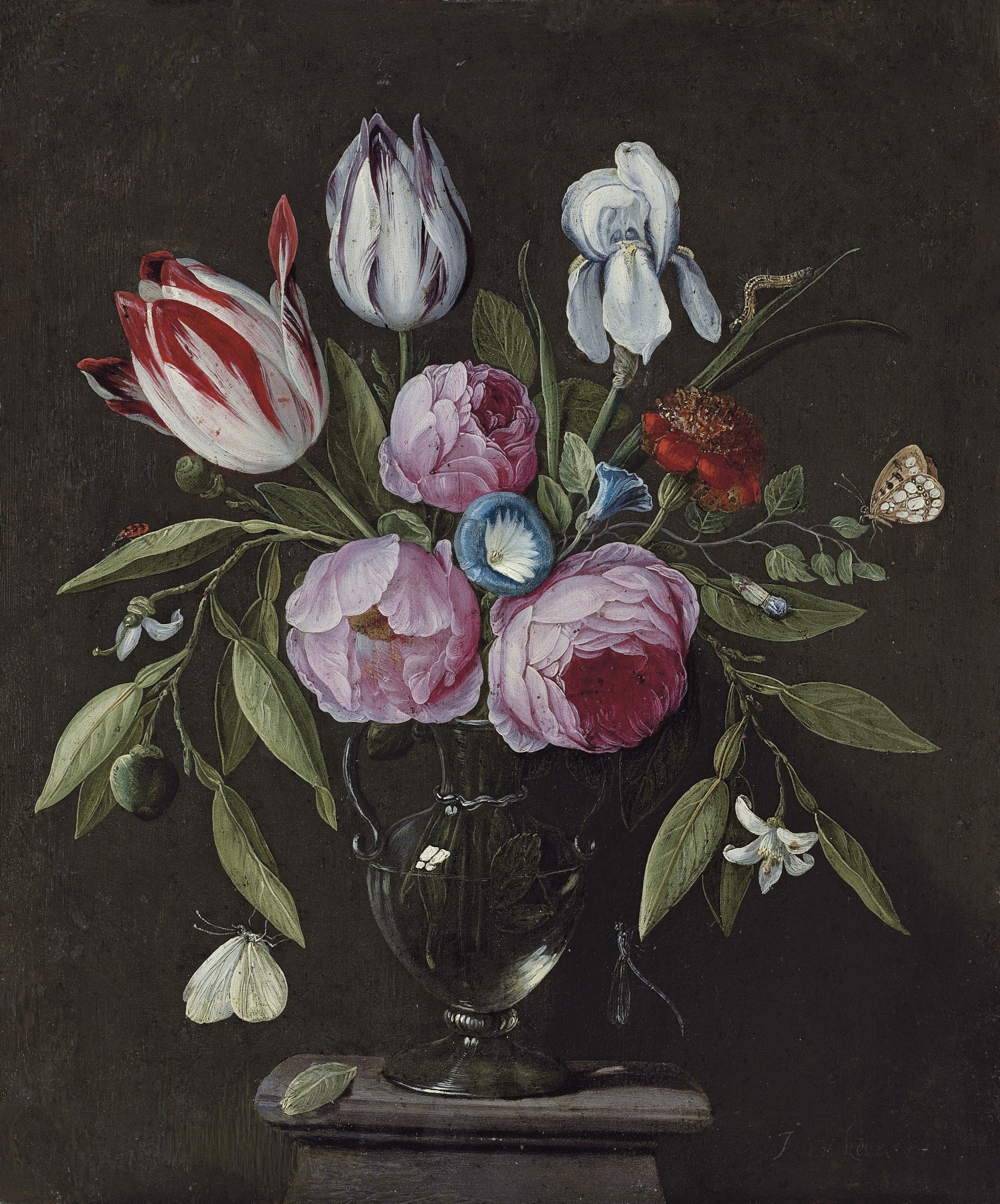
«Троянди, півники і тюльпани в скляній вазі»
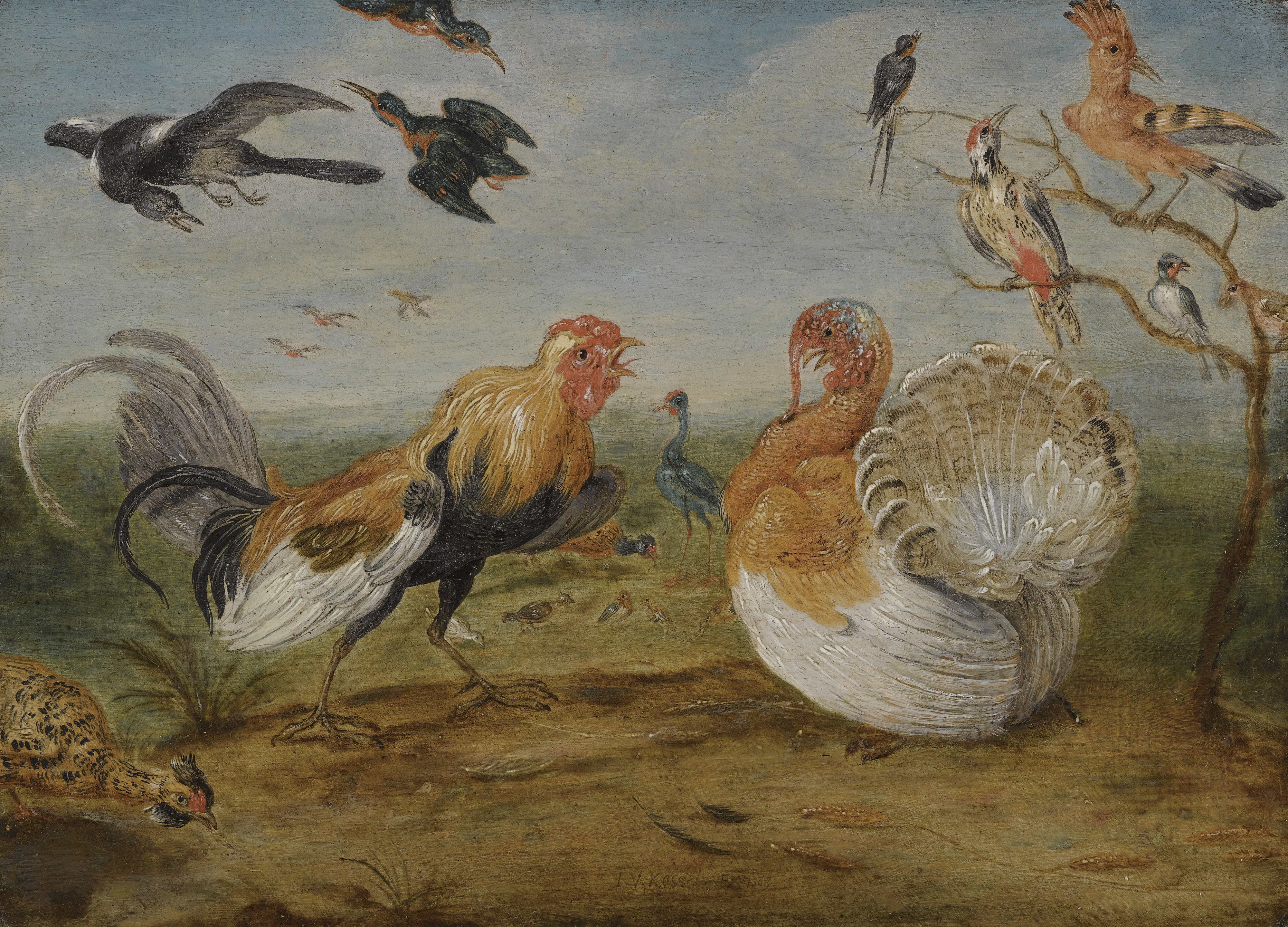
«Пейзаж з птахами»
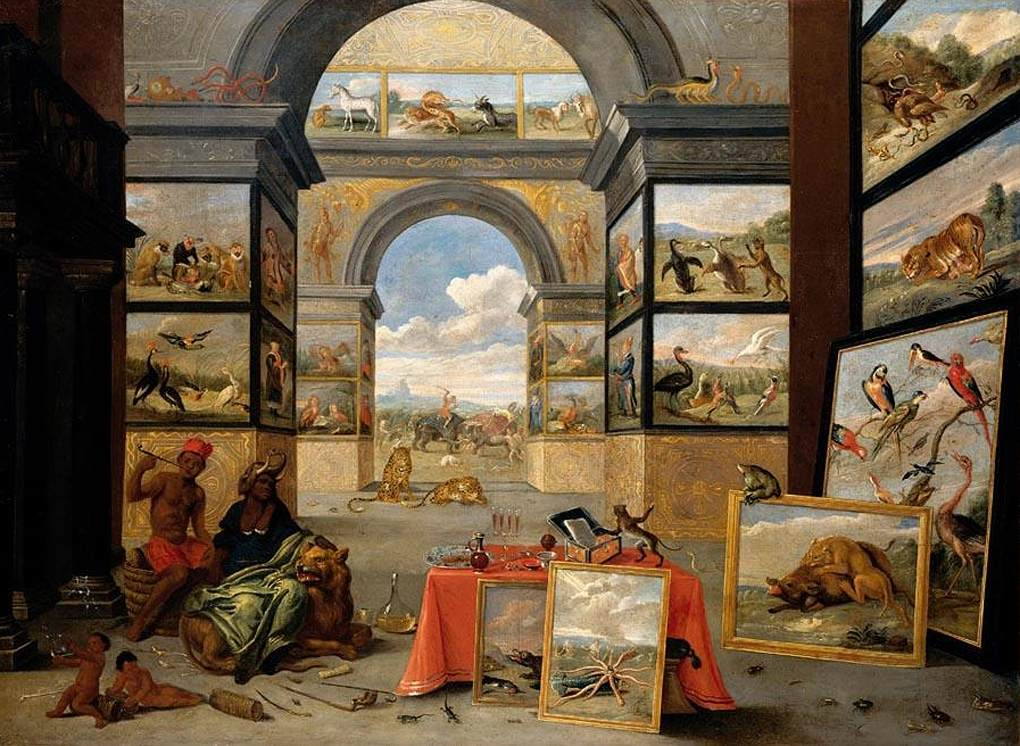
«Фантазійна картинна галерея Африка»
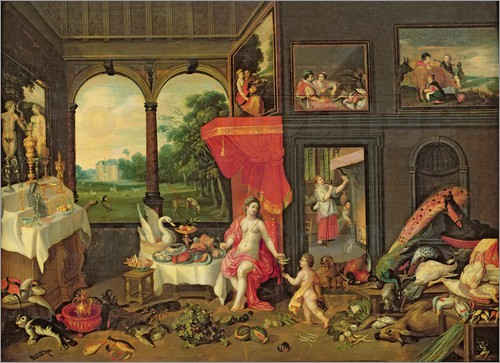
«Алегорія смаку»